# Exile on Main Street (Pussy Galore)
Exile on Main Street, pubblicato nel 1986, è il primo album in studio del gruppo statunitense Pussy Galore.

## Storia
L'album ripropone integralmente l'omonimo album dei Rolling Stones e venne pubblicato in origine esclusivamente su musicassetta in edizione limitata dalla Shove Records e poi ristampato parzialmente anche su vinile (contiene solo undici delle diciotto tracce originali a causa di spazio visto che l'album originale era distribuito su due LP.
La decisione di reinterpretare interamente Exile venne presa dai Pussy Galore quando seppero che i Sonic Youth avevano in progetto di fare la stessa cosa con il White Album dei Beatles.

## Tracce
- Tutte le canzoni sono di Jagger/Richards tranne dove indicato.

1. Rocks Off - 4:22
2. Rip This Joint - 1:29
3. Shake Your Hips (Slim Harpo) - 3:47
4. Casino Boogie - 2:43
5. Tumbling Dice - 4:16
6. Sweet Virginia - 2:45
7. Torn and Frayed - 3:10
8. Sweet Black Angel - 2:41
9. Loving Cup - 3:26
10. Happy - 2:27
11. Turd on the Run - 2:42
12. Ventilator Blues (Jagger/Richards/M.Taylor) - 3:58
13. I Just Want to See His Face - 3:56
14. Let It Loose - 4:01
15. All Down the Line - 3:23
16. Stop Breaking Down (Robert Johnson) - 2:37
17. Shine a Light - 0:49
18. Soul Survivor - 3:40

## Formazione
- Jon Spencer - voce, chitarra
- Julie Cafritz - chitarra
- Neil Hagerty - chitarra
- Cristina Martinez - chitarra
- Bob Bert - batteria